# Renicola roscovita
Renicola roscovita är en plattmaskart som först beskrevs av Horace Wesley Stunkard 1932.  Renicola roscovita ingår i släktet Renicola och familjen Renicolidae. Arten är reproducerande i Sverige. Inga underarter finns listade i Catalogue of Life.